# Belgian Fruit Lines
Belgian Fruit Lines was een Belgische rederij, gespecialiseerd in het vervoer van fruit.

## Geschiedenis
In het begin van de vorige eeuw kwam het exotisch fruit uit Belgisch-Congo, met name trossen bananen, met relatief trage schepen naar België. 
Omdat tijdens de reis veel fruit voortijdig rijp werd en zelfs overrijp aankwam in Antwerpen, zochten de fruitimporteurs naar een snellere manier om hun waar te vervoeren. De heren Gerard Verhaeghe van Frugro, samen met de beheerders van Leon Van Parijs (LVP), Gerard Koninckx Fréres (GFK) en Sander van Spiers (Fives) zochten in 1948 in Noorwegen naar koelschepen. De Scandinavische rederijen beschikten over koelschepen voor transport van fruit en boden deze jonge schepen ook te koop aan. De heren richtten de Belgian Fruit Lines (BFL) op en namen een aantal schepen over. Vanaf eind 1948 kwamen ze in de vaart voor de nieuwe eigenaren, met Antwerpen als thuishaven.
De vloot bestond in de jaren 50 uit 5 schepen waarna er in de jaren 60 nog eens 6 nieuwe besteld werden bij Boelwerf Temse. De namen van de schepen begonnen alle met FRUBEL, wat stond voor (Fru)it en (Bel)gië. Op de gele schoorsteen prijkten de rode letters B.F.L. Omdat de fruitschepen of reefers wit en snel waren, werden ze in de zeemansmond ook weleens "jachtjes" genoemd. De gemiddelde snelheid van de eerst twee was 15.5 knopen, nogal snel voor die tijd; duur heen- en terugreis: gemiddeld 1 maand en 4 dagen, ligtijd te Antwerpen 4 dagen, fruitkaai 180. 1 maand en 6 dagen hadden de schepen van de tweede reeks nodig om van Antwerpen naar Guayaquil (Ecuador) over Ierland of Marokko terug naar Antwerpen te komen. In Zuid-Amerika werden de in dozen verpakte bananen manueel geladen. De enorme frigo's aan boord zorgde ervoor dat het rijpingsproces stopte en dat de bananen groen bleven.
De gebouwen van de rederij aan de Zeevaartstraat staan er nog steeds en getuigen van de florerende handel. Van 1967 tot 1972 was het operationele gedeelte van de schepen in handen van UBEM (Union Belge d'Exploitation Maritime), gevestigd op de Mechelsesteenweg te Antwerpen. In 1972 werd de rederij overgenomen door de Nederlandse KNSM Group, Amsterdam en Dammers & Van der Heide's Shipping & Trading Co. te Rotterdam. De schepen zijn blijven varen onder Belgische vlag tot ze doorverkocht werden. Rond die tijd veranderde de naam van de rederij in Antwerpen van Belgian Fruit Lines naar Belgian Fruit Warf. Het bleef niet enkel bij bananen Het aanbod exotische fruit werd uitgebreid met kiwi's, mango's, etc.. Het stoppen van het rijpingsproces door frigo's is vervangen door het gebruik van stikstof.

## De schepen
| De schepen uit de eerste reeks | De schepen uit de eerste reeks           | De schepen uit de eerste reeks | De schepen uit de eerste reeks | De schepen uit de eerste reeks | De schepen uit de eerste reeks | De schepen uit de eerste reeks                         | De schepen uit de eerste reeks | De schepen uit de eerste reeks                          | De schepen uit de eerste reeks | De schepen uit de eerste reeks | De schepen uit de eerste reeks |
| Scheepsnaam                    | Scheepswerf                              | Bouwnummer                     | Bouwjaar                       | Gedoopt als                    | Gekocht in                     | Gekocht van                                            | Verkocht in                    | Verkocht aan                                            | Gesloopt in                    | Gesloopt                       | Foto                           |
| ------------------------------ | ---------------------------------------- | ------------------------------ | ------------------------------ | ------------------------------ | ------------------------------ | ------------------------------------------------------ | ------------------------------ | ------------------------------------------------------- | ------------------------------ | ------------------------------ | ------------------------------ |
| FRUBEL MONICA                  | John Cockerill SA, Antwerpen, België     |                                | 1949                           |                                |                                |                                                        |                                | Keun Hwa Iron Steel Works & Enterprise                  | Kaohsiung, Taiwan              | 20.12.1972                     |                                |
| FRUBEL CLEMENTINA              | Kaldnes Mekaniske Verksted A/S           | 128                            | 1949                           | ALVDAL                         | 1954                           | A/S Moltzau’s Tankrederi (Moltzau & Christensen), Oslo | 1954                           | Wiking Interocean Transport Franz Klaffs & Co., Hamburg | San Esteban de Právia, España. | 1977                           |                                |
| FRUBEL JULIA                   | Uddevallavarvet, Uddevalla, Sweden       |                                | 1956                           | AASE THORDEN                   | 1958                           | Thorden Lines AB                                       | 1966                           | Monrovia                                                | Eleusis                        | 1982                           |                                |
| FRUBEL MARIA                   | Uddevallavarvet, Uddevalla, Sweden       |                                | 1956                           | KARIN THORDEN                  |                                | Thorden Lines AB                                       | 1966                           | Monrovia                                                | Gadani Beach                   | 26.4.1984                      |                                |
| FRUBEL ANIKA                   | Oscarshamns Varv A/B, Oscarshamn, Sweden | 303                            | 1948                           | BRARENA                        | 1954                           | Braathen South America and Far East Air Transport      | 1956                           | Skips-A/S Excelsior                                     | Kaohsiung, Taiwan              | 1969                           |                                |

| De schepen uit de tweede reeks | De schepen uit de tweede reeks | De schepen uit de tweede reeks | De schepen uit de tweede reeks | De schepen uit de tweede reeks | De schepen uit de tweede reeks | De schepen uit de tweede reeks                     | De schepen uit de tweede reeks | De schepen uit de tweede reeks | De schepen uit de tweede reeks |
| Scheepsnaam                    | Scheepswerf                    | Bouwnummer                     | Bouwjaar                       | IMO nummer                     | Verkocht in                    | Verkocht aan                                       | Gesloopt in                    | Gesloopt                       | Foto                           |
| ------------------------------ | ------------------------------ | ------------------------------ | ------------------------------ | ------------------------------ | ------------------------------ | -------------------------------------------------- | ------------------------------ | ------------------------------ | ------------------------------ |
| FRUBEL AMERICA                 | J.Boel & Fils, Temse, Belgium  | 1420                           | 1965                           | IMO 6504175                    | 1979                           |                                                    | China                          | 1993                           |                                |
| FRUBEL EUROPA                  | J.Boel & Fils, Temse, Belgium  | 1421                           | 1965                           | IMO 6423618                    | 1979                           | Chung Lien Navigation                              | Taiwan                         | 1987                           |                                |
| FRUBEL PRINSES PAOLA           | J.Boel & Fils, Temse, Belgium  | 1`429                          | 1967                           | IMO 6704165                    | 1978                           | Intercontinental Transporttation Service, Monrovia | China                          | 31.07.1992                     |                                |
| FRUBEL AFRICA                  | J.Boel & Fils, Temse, Belgium  | 1430                           | 1967                           | IMO 6712758                    | 1977                           | Intercontinental Trade & Shipping Corp., Monrovia  | Chittagong, Bangladesh         | 28.10.1992                     |                                |
| FRUBEL ASIA                    | J.Boel & Fils, Temse, Belgium  | 1437                           | 1967                           | IMO 6726448                    | 1977                           | Intercontinental Trade & Shipping Corp., Monrovia  | Chittagong, Bangladesh         | 1992                           |                                |
| FRUBEL OCEANIA                 | J.Boel & Fils, Temse, Belgium  | 1438                           | 1968                           | IMO 6804628                    | 1977                           | Intercontinental Trade & Shipping Corp., Monrovia  |                                |                                |                                |